# بولا احمد تینوبو
بولا احمد تینوبو (به انگلیسی: Bola Ahmed Tinubu) (زاده ۲۹ مارس ۱۹۵۲) سیاستمدار نیجریه‌ای و شانزدهمین رئیس‌جمهور این کشور از مه ۲۰۲۳ می‌باشد. او نامزد حزب حاکم (کنگره همه مترقیان APC) است که در انتخابات ۲۰۲۳ ریاست جمهوری فدرال نیجریه اتیکو ابوبکر از حزب دموکراتیک خلق، پیتر اوبی از حزب کارگر و رابیو کوانکواسو از حزب مردم نیجریه جدید را شکست داد و جانشین محمدو بوهاری در پست ریاست جمهوری نیجریه شد. تینوبو سابقاً سناتور ایالت لاگوس در بین سالهای ۱۹۹۹ تا ۲۰۰۷ بود.